# Cikidang (Bantarujeg)
Cikidang is een bestuurslaag in het regentschap Majalengka van de provincie West-Java, Indonesië. Cikidang telt 2913 inwoners (volkstelling 2010).